# الطراد الياباني توني (1937)
كان توني (利 根) السفينة الرائدة من فئة توني للطرادات الثقيلة المكونة من سفينتين في البحرية الإمبراطورية اليابانية.